# Бишофсверда
Бишофсверда (њем. Bischofswerda) град је у њемачкој савезној држави Саксонија. Једно је од 63 општинска средишта округа Бауцен. Према процјени из 2010. у граду је живјело 12.395 становника. Посједује регионалну шифру (AGS) 14625040.

## Географски и демографски подаци
Бишофсверда се налази у савезној држави Саксонија у округу Бауцен. Град се налази на надморској висини од 304 метра. Површина општине износи 46,3 km².

## Становништво
У самом граду је, према процјени из 2010. године, живјело 12.395 становника. Просјечна густина становништва износи 268 становника/km².

## Међународна сарадња
| Мјесто   | Држава    | Врста сарадње | Од    |
| -------- | --------- | ------------- | ----- |
|          | Пољска    | партнерство   | 1996. |
| Вурендал | Холандија | пријатељство  | 1991. |
| Извор    |           |               |       |